# 1986

## أحداث

### يناير
- 1 يناير –

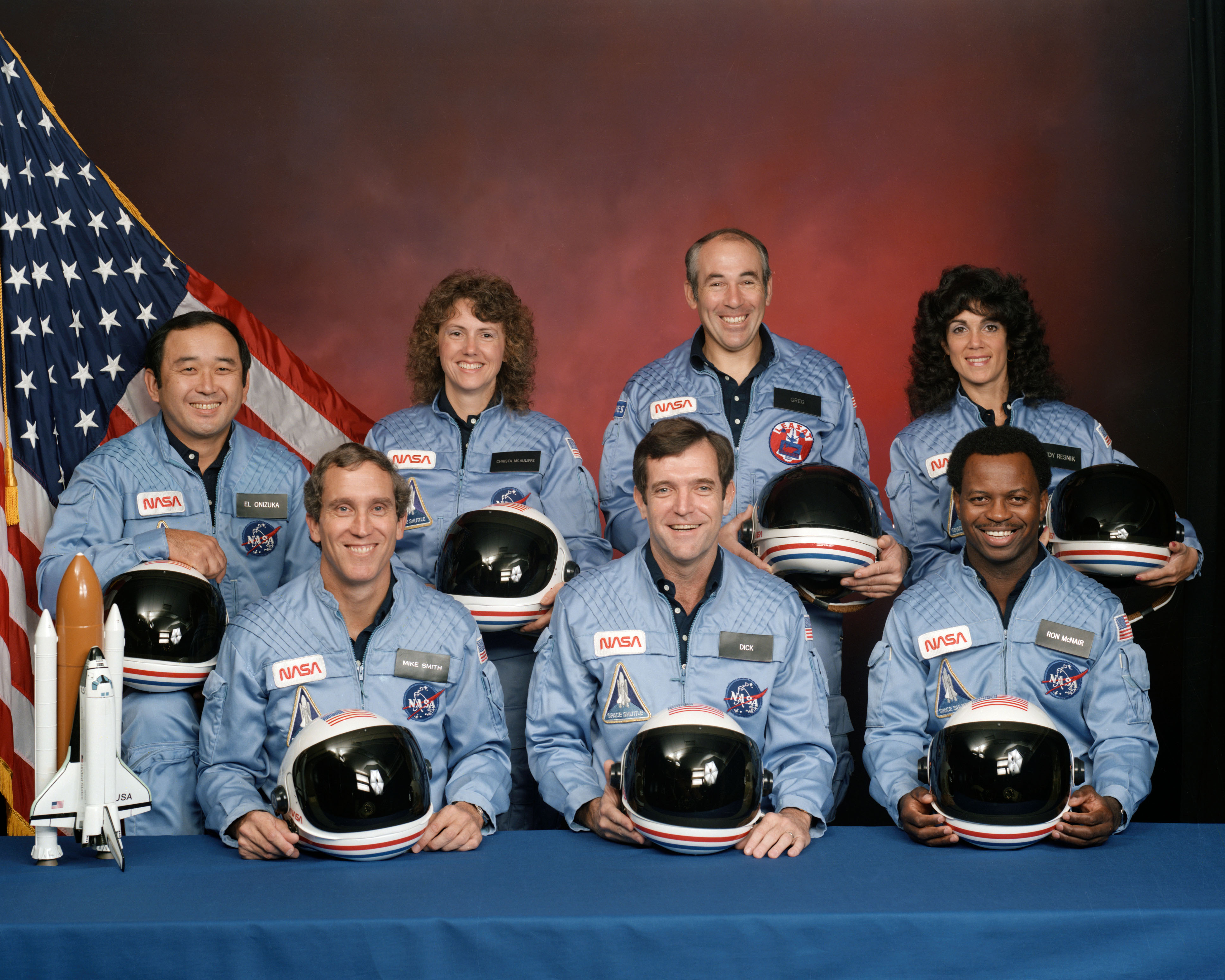
28 يناير - كارثة انفجار المكوك تشالنجر وهذه صورة لأفراد الطاقم الذين لقوا حتفهم

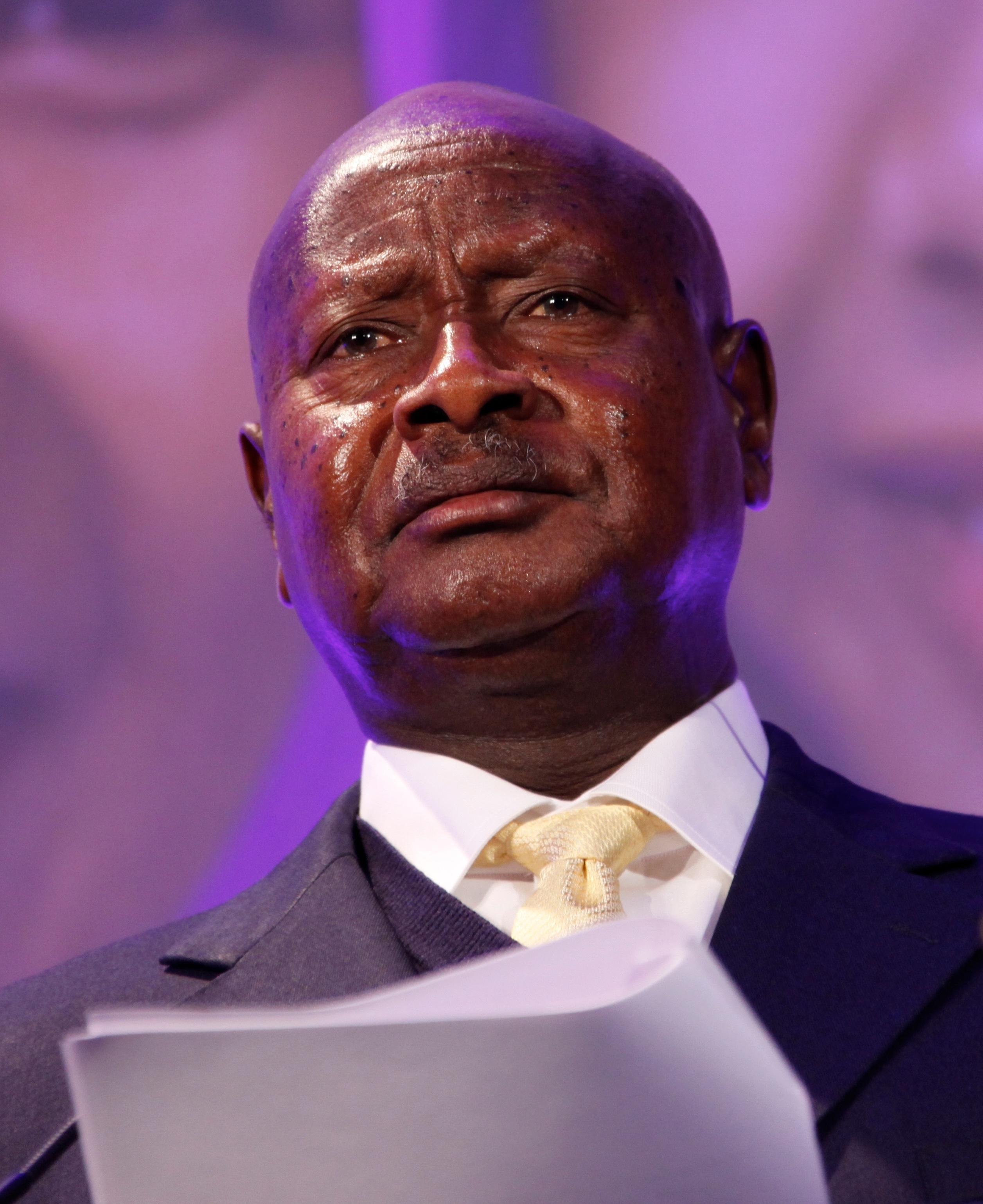
29 يناير - يوري موسفني يؤدي القسم رئيساً لأوغندا

  - الصراع في  أيرلندا الشمالية: الجيش الجمهوري الأيرلندي الانفصالي يفجر قنبلة عن بعد، ويقتل اثنين من رجال الشرطة وهما جيمس ماكنديس ومايكل وليامز، وكانت القنبلة موضوعة في صندوق قمامة في شارع توماس ستريت، وتم تفجيرها أثناء مرورهما في دورية شرطة.
  - جزيرة أروبا تحصل على المزيد من الحكم الذاتي عن  هولندا بعد انفصالها عن جزر الأنتيل الهولندية.
  -  إسبانيا و البرتغال يدخلان السوق الأوروبية المشتركة، والتي صارت فيما بعد الاتحاد الأوروبي في عام 1993.
- 11 يناير – افتتاج جسري السير ليو هيرشلر Sir Leo Hielscher Bridges في مدينة بريسبن في  أستراليا، ويكونا أطول جسري كابولي بدون خرسانة مسبقة الأجهاد في العالم في ذلك الوقت.
- 13 – 24 يناير: الحرب الأهلية في اليمن الجنوبي.
- 19 يناير – انتشار أول فيروس في تاريخ الحاسوب واسمه «برين» Brain.
- 20 يناير –  المملكة المتحدة و فرنسا يعلنان عن خططهما في إنشاء نفق المانش.
- 24 يناير – مسبار الفضاء فوياجر 2 يصل للمرة الأولى إلى كوكب أورانوس.
- 25 يناير –  أوغندا: مجموعة متمردين ضمن جيش المقاومة الوطني بقيادة يوري موسفني، يستولون على الحكم في  أوغندا، بعد حرب عصابات استمرت خمس سنوات راح ضحيتها نصف مليون إنسان.
- 28 يناير – كارثة تحطم مكوك الفضاء تشالنجر – المهمة إست ي إس-51-إل: المكوك ينفجر بعد 73 ثانية من إطلاقه في  الولايات المتحدة، ومقتل جميع أفراد الطاقم المكون من سبعة رواد فضاء ومن ضمنهم المعلمة كريستا ماك أوليف.
- 29 يناير – يوري موسفني يؤدي القسم رئيساً لأوغندا.

### فبراير

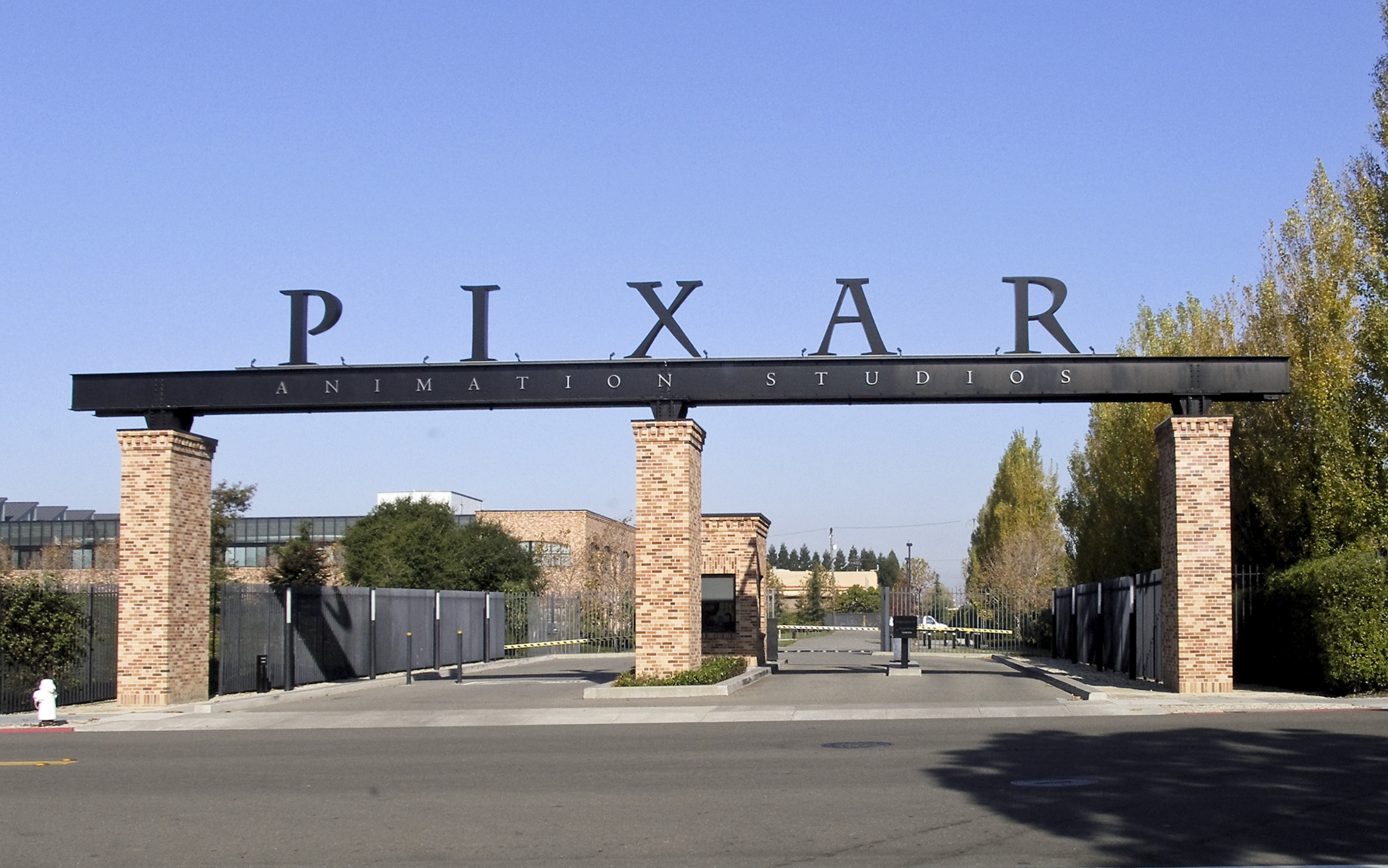
3 فبراير - تأسيس استدويوهات بيكسار لأفلام الرسوم المتحركة

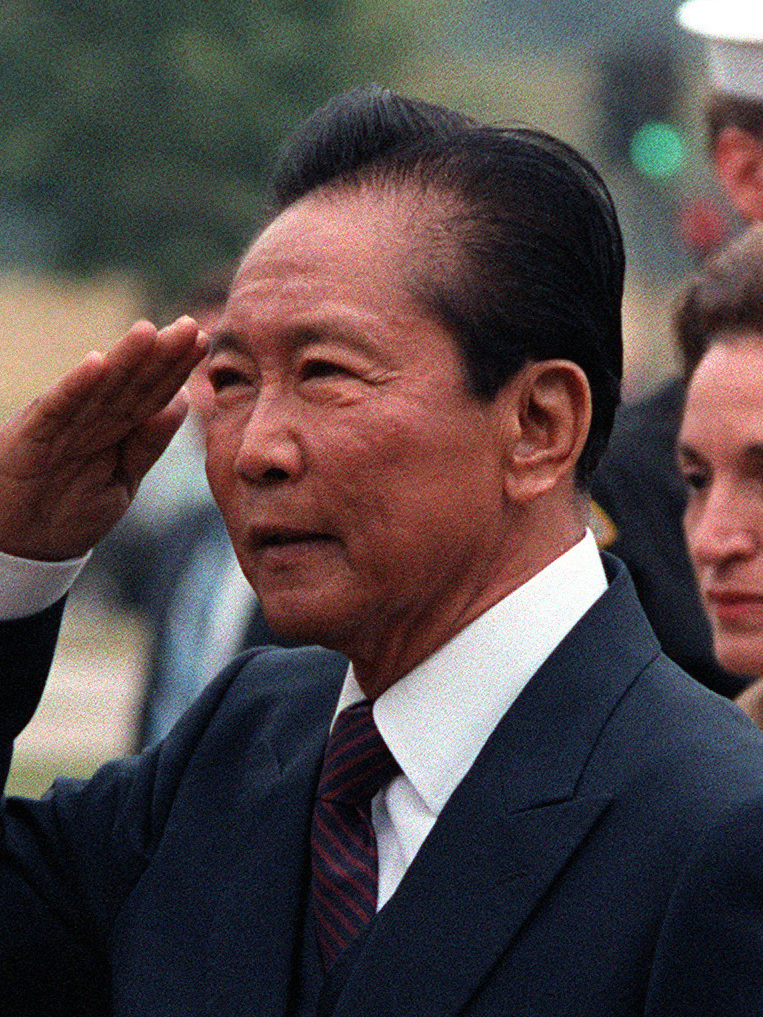
22 فبراير - الثورة الفلبينية 1986 تطيح بالرئيس فرديناند ماركوس

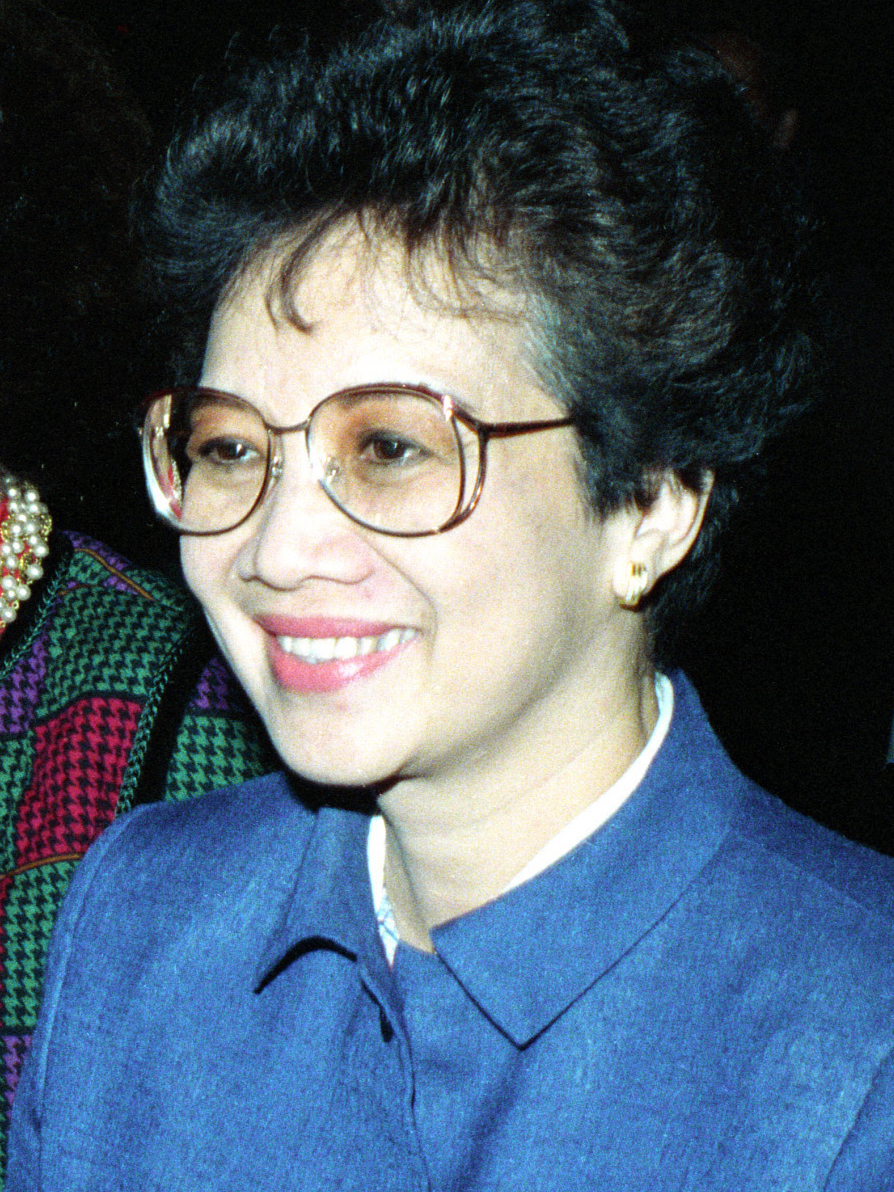
25 فبراير - كورازون أكينو أول رئيسة امرأة ل

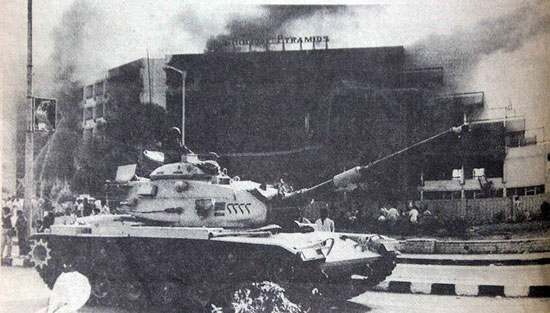
25 فبراير - أحداث الأمن المركزي في

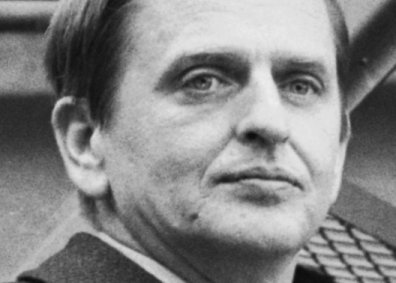
28 فبراير - اغتيال رئيس وزراء أولوف بالمه

- 3 فبراير – تأسيس استوديوهات بيكسار للرسوم المتحركة على يد إدوين كاتمول وألفي راي سميث.
- 7 فبراير –
  - هروب الرئيس جان كلود دوفالييه (المعروف باسم بيبي دوك) من  هايتي منهياً 28 سنة من الحكم العائلي للبلاد.
  -  الفلبين: الرئيس الفلبيني فرديناند ماركوس يعلن عن انتخابات رئاسية مبكرة في البلاد، والتي أقيمت وسط جدل ويعتقد أنها ستمهد الطريق إلى اندلاع مظاهرات تتطور إلى ما يعرف بالثورة الفلبينية 1986.
- 8 فبراير – اصطدام قطار هنتون في  كندا: يصطدم قطار تابع لشركة القطارات الوطنية بقطار تابع لشركة قطارات فيا رايل في مدينة هنتون في ألبرتا. ومقتل 23 شخص وإصابة 71.
- 9 فبراير – مذنب هالي يبلغ أقرب نقطة في مساره من الشمس خلال زيارته الثانية إلى المجموعة الشمسية في القرن العشرين، وكانت أول زيارة له عام 1910.
- 11 فبراير –
  - ميناء الفاو العراقي يسقط في يد القوات الإيرانية.
  -  الاتحاد السوفيتي يطلق سراح ناتان شارانسكي الناشط في حقوق الإنسان، والذي يغادر إلى  إسرائيل.
- 15 فبراير – طائرة بيتشكرافت ستارشب تقوم بأول رحلاتها.
- 16 فبراير –
  - غرق السفينة عابرة المحيطات السوفيتية إم إس ميخائيل ليرمنتوف في خلجان مارلبورو في نيوزيلندا.
  - الغارة الجوية على وادي دوم: الطيران الحربي الفرنسي يقصف قاعدة وادي دوم الليبية الجوية في شمال تشاد.
  - ماريو سواريز يفوز في الجولة الثانية من الانتخابات الرئاسية في البرتغال.
- 17 فبراير – توقيع اتفاقية السوق الأوروبية الموحدة Single European Act وهي أكبر مراجعة لمعاهدة روما 1957.
- 19 فبراير –
  -  الاتحاد السوفيتي يطلق محطة الفضاء مير.
  - مجلس الشيوخ الأميركي يصدق على معاهدة تجريم الإبادة الجماعية.
- 22 فبراير – الثورة الفلبينية 1986 تبدأ في  الفلبين وتطيح بالرئيس فرديناند ماركوس.
- 24 فبراير – مقتل شيري راي راسموسن، وهي مديرة حضانة تبلغ من العمر 29 عاماً، بإطلاق نار في بيتها في لوس أنجلس. ولم يتم التوصل إلى القاتل لمدة 23 سنة، حتى تم القبض على محققة في شرطة لوس أنجلس ستيفاني لازاروس، ووجهت إليها تهمة القتل في 5 يونيو 2009. وكانت لازاروس على علاقة بزوج راسموسن في فترة الجامعة، وحكم عليها بالسجن لمدة 27 سنة.
- 25 فبراير –
  - بدء المؤتمر السابع والعشرين للحزب الشيوعي في الاتحاد السوفيتي في موسكو. ويقدم الأمين العام ميخائيل غورباتشوف الخطوط العريضة لسياسته وهي الغلاسنوست والبيروسترويكا (وتعني سياسية الانفتاح والشفافية وإعادة اليهكلة).
  - الثورة الفلبينية 1986 – الرئيس فرديناند ماركوس يذهب للمنفى في هاواي بعد عشرين سنة في الحكم، وكورازون أكينو تصبح أول رئيسة امرأة للفلبين، في البداية في فترة مؤقتة. وأصبح سلفادور لوريل نائباً لها.
  -  مصر –أحداث الأمن المركزي: عشرات الآلاف من مجندي الأمن المركزي يتظاهرون في معسكر الجيزة بطريق الإسكندرية الصحراوي احتجاجاً على سوء أوضاعهم، وتسرب إشاعات بوجود قرار سري بمد سنوات الخدمة من ثلاث إلى خمس سنوات. استمرت حالة الانفلات الأمنى لمدة أسبوع، حتى انتشر الجيش في الشوارع وسيطر على الأوضاع.
- 27 فبراير – مجلس الشيوخ الأمريكي يسمح بتلفزة مناقشاته بشكل تجريبي.
- 28 فبراير – اغتيال رئيس وزراء  السويد أولوف بالمه بإطلاق النار عليه أثناء عودته من دار سينما إلى منزله في ستوكهولم في  السويد.

### مارس

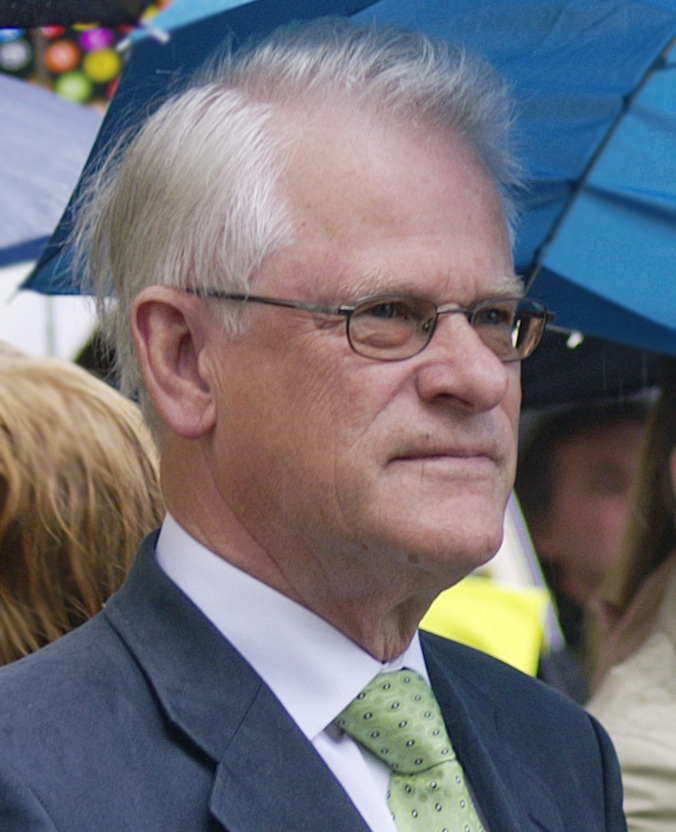
1 مارس - إينغفار كارلسون يتولى رئاسة وزراء

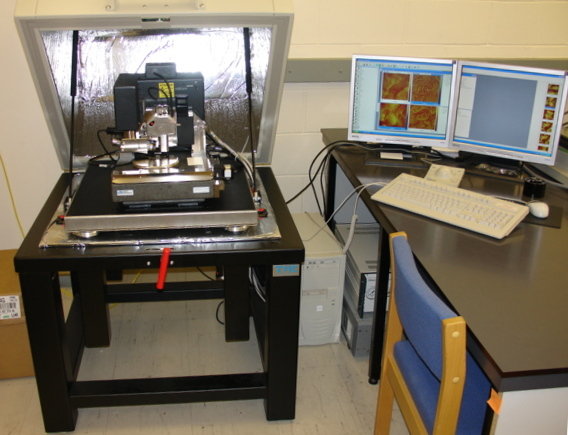
3 مارس - أول ورقة علمية تصف مجهر القوة الذرية

- 1 مارس – إينغفار كارلسون نائب رئيس الوزراء السويدي أولوف بالمه، يقوم بأعمال رئيس الوزراء. وسينتخب رئيساً للوزراء بعد انتخابه من البرلمان السويدي في 15 مارس.
- 3 مارس – نشر أول ورقة علمية تصف مجهر القوة الذرية، الذي اخترعه في العام الماضي غيرد بيننغ وكالفن كويت وكريستوفر بيرغر.
- 8 مارس – مسبار الفضاء الياباني سويسيه يحلق قرب المذنب هالي، ويقوم بدراسته.
- 9 مارس – غواصو البحرية الأمريكية يعثرون على قمرة الطاقم لمكوك الفضاء المتحطم تشالنجر، وعلى جثث رواد الفضاء القتلى بداخله.
- 13 مارس – في حادثة في البحر الأسود، الطراد الأمريكي يو إس إس يوركتاون، والمدمرة يو إس إس كارون، يدعون الحق في العبور البريء، ويدخلون المياه الإقليمية السوفييتة قرب جنوب شبه جزيرة القرم.
- 14 مارس – شركة ميكروسوفت تحتفظ بطرحها العام الأول لأسهمها في البورصة.
- 15 مارس – انهيار فندق نيو وورلد، ومقتل 33 وإنقاذ 17 من تحت الأنقاض.
- 25 مارس – حفل جوائز الأكاديمية الثامن والخمسين (الأوسكار) يعقد في لوس أنجلس، وفوز فيلم «الخروج من أفريقيا» Out of Africa بجائزة أفضل فيلم.
- 26 مارس – مقال في النيويورك تايمز يتهم كورت فالدهايم، الأمين العام الأسبق للأمم المتحدة والمرشح لرئاسة  النمسا، بتورطه في جرائم الحرب النازية خلال الحرب العالمية الثانية.
- 27 مارس – تفجير شارع راسل ستريت: انفجار قنبلة في مقر شرطة شارع راسل ستريت في راسل ستريت في ملبورن، ومقتل ضابطة، وهي أول ضابطة شرطة امرأة تقتل وهي في الخدمة.
- 31 مارس –
  - حريق ضخم يلحق أضراراً هائلة بمبنى محكمة هامبتون في مدينة سوري في إنجلترا.
  - طائرة الرحلة 940 لشركة ميكسيكانا تتحطم قرب مارافاتيو في  المكسيك، ومقتل 167.

### أبريل

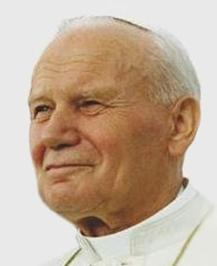
13 أبريل - البابا يوحنا بولس الثاني أول بابا كاثوليكي في العصر الحديث يزور معبد يهودي

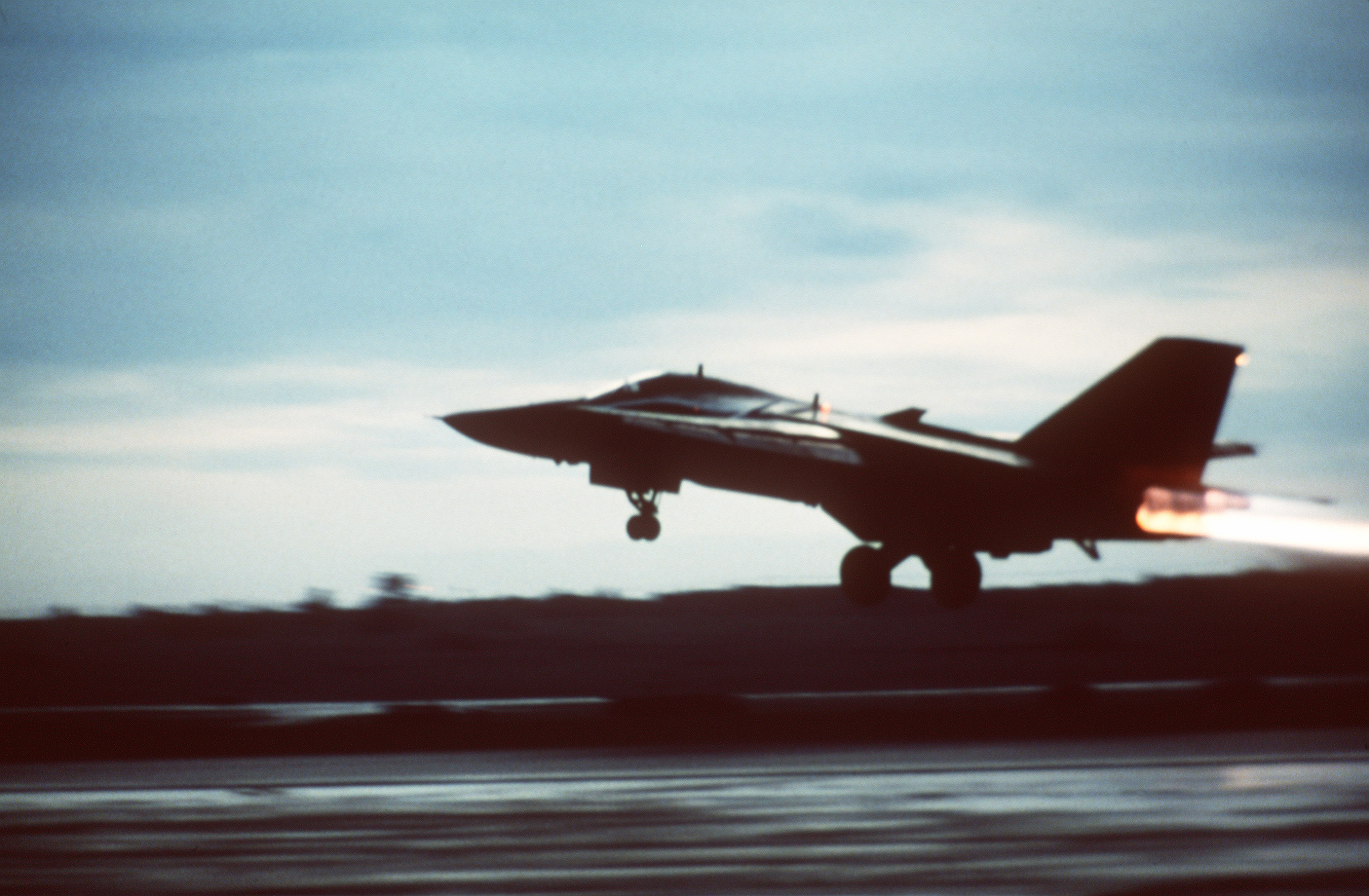
15 أبريل - قاذفة القنابل إف-111 آردفارك من النوع الذي استخدمته الولايات المتحدة في قصف ليبيا

- حكومة ساحل العاج تتقدم بطلب دبلوماسي دولي لاستخدام التسمية الفرنسية «كوت ديفوار» كتسمية رسمية للبلاد.
- 1 أبريل – سكتور كاندا: عناصر الحزب الشيوعي النيبالي يهاجمون عدداً من مقرات الشرطة في العاصمة كاتماندو، في محاولة لإشعال ثورة شعبية.
- 2 أبريل - انفجار قنبلة على متن طائرة تابعة لشركة ترانسوورد إيرلاينز، متجهة من روما إلى أثينا، ومقتل أربعة أشخاص.
- 5 أبريل - تفجير ملهى ليلي في برلين الغربية 1986: ملهى ليلي اسمه «لا بيل» La Belle في  ألمانيا الغربية، معروف بأنه مكان يرتاده الجنود الأمريكيون، يتم تفجيره، ومقتل ثلاثة، وإصابة 230، وأصابع الاتهام توجه إلى  ليبيا.
- 11 أبريل – تبادل إطلاق النار المنسوب للإف بي آي (مكتب التحقيقات الفدرالي) في ميامي بين عملاء المكتب وبين خارجين عن القانون، يؤدي إلى مقتل عميلين من المكتب وجرح خمسة آخرين.
- 13 أبريل –
  - البابا يوحنا بولس الثاني يزور رسمياً المعبد اليهودي الكبير في روما، وهي أول زيارة لبابا في العصر الحديث إلى معبد يهودي.
  - ولادة أول طفل من أم بديلة (فيما بعرف بتأجير الأرحام أو الأم البديلة).
- 14 أبريل – حبات بَرَد تزن كيلوجراماً لكل واحدة، تتساقط على منطقة غوبالغاني في  بنغلاديش، تقتل 92 شخصاً.
- 15 أبريل – عملية إخدود إلدورادو:  الولايات المتحدة تقصف العاصمة الليبية طرابلس وبنغازي، وتقتل 15 شخصاً على الأقل.
- 17 أبريل –
  -  المملكة المتحدة و هولندا توقعان معاهدة سلام، لإنهاء ما يعرف بحرب الثلاثمائة وخمس وثلاثين سنة، وهي واحدة من أطول الحروب في التاريخ الإنساني.
  - أزمة الرهائن اللبنانية: الصحفي البرطاني جون مكارثي يُختطف في بيروت (أطلق سراحه في أغسطس 1991) ومقتل ثلاثة وذلك انتقاماً لقصف الولايات المتحدة الأمريكية لليبيا.
  - قضية هنداوي تبدأ عندما يُعثر على امرأة أيرلندية تحمل عبوات متفجرة على رحلة لشركة الطيران الإسرائيلية «إل عال» متوجهة من لندن إلى تل أبيب.
- 21 أبريل – انطلاق لوريمار تيليبيكتشرز كشركة إعلامية ضخمة.
- 26 أبريل – كارثة تشيرنوبل – انفجار في مفاعل تشيرنوبل النووي، في مدينة بريبيات في  أوكرانيا التابعة وقتها للاتحاد السوفيتي، يقتل على الأقل 4056 شخصاً ويسبب دماراً يقدر بحوالي سبعة مليارات دولار أمريكي. وتسربت كميات هائلة من الإشعاع في المنطقة بين  بيلاروس و أوكرانيا و روسيا، وتم إجلاء حوالي 350 ألف شخص.
- 27 أبريل – مهندس كهربائي مشهور بلقب «كابتن منتصف الليل» Captain Midnight يقاطع إشارة بث شبكة إتش بي أو الأمريكية، ويبث رسالة لمدة أربع دقائق ونصف. وقد أدى ذلك الحادث إلى إقرار الكونغرس الأمريكي لقانون يعتبر التشويش على البث الفضائي جناية.
- 29 أبريل – إقامة الاحتفال باليوبيل الماسي للإمبراطور الياباني هيروهيتو في صالة ريوغوكو كوكوغيكان في اليابان.

### مايو
- 2 مايو – المعرض العالمي إكسبو 86 (المعرض العالمي للنقل والاتصالات) يفتتح في فانكوفر في بريتش كولومبيا في  كندا.
- 4 مايو - أنشأت الهيئة الوطنية لحماية الحياة الفطرية وإنمائها.
- 8 مايو – تنصيب أوسكار أرياس رئيساً ل كوستاريكا لفترة أولى.
- 12 مايو – شبكة إن بي سي الأمريكية تكشف عن شعار الطاووس (شعارها الحالي) في نهاية احتفالاتها بالذكرى الستين لإنشائها.
- 16 مايو –
  - بيان إشبيلية حول العنف يُعتمد من قبل اجتماع دولى من العلماء عقدته اللجنة الوطنية الإسبانية لصالح منظمة اليونسكو في مدينة إشبيلية في  إسبانيا.
  - شركة باراماونت بيكتشرز تصدر فيلم «توب غان» Top Gun بطولة توم كروز.
- 23 مايو – الرئيس الصومالي محمد سياد بري يصاب في حادث سيارة في مقديشو وينقل إلى  السعودية للعلاج. وتحاول الجماعات المعارضة إشعال حرب أهلية.
- 25 مايو – حركة أيادي عبر أميركا: خمسة ملايين شخص يشكلون سلسلة بشرية تبدأ من نيويورك وتنتهي إلى لونغ بيتش في كاليفورنيا، لجمع تبرعات لمحاربة الجوع والتشرد.
  - انقلاب العبارة النهرية «شاميا» والتي حُمِّلت ضعف حمولتها في نهر ميغنا، في جنوب باريسال في  بنغلاديش، ومقتل 600 شخص على الأقل.

### يونيو

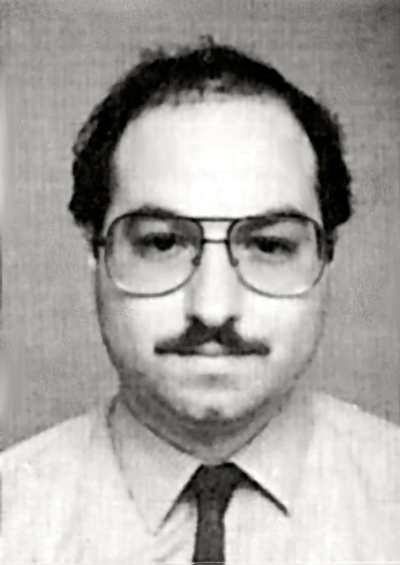
4 يونيو - جوناثان بولارد اتهم بالتجسس على الولايات المتحدة لحساب إسرائيل

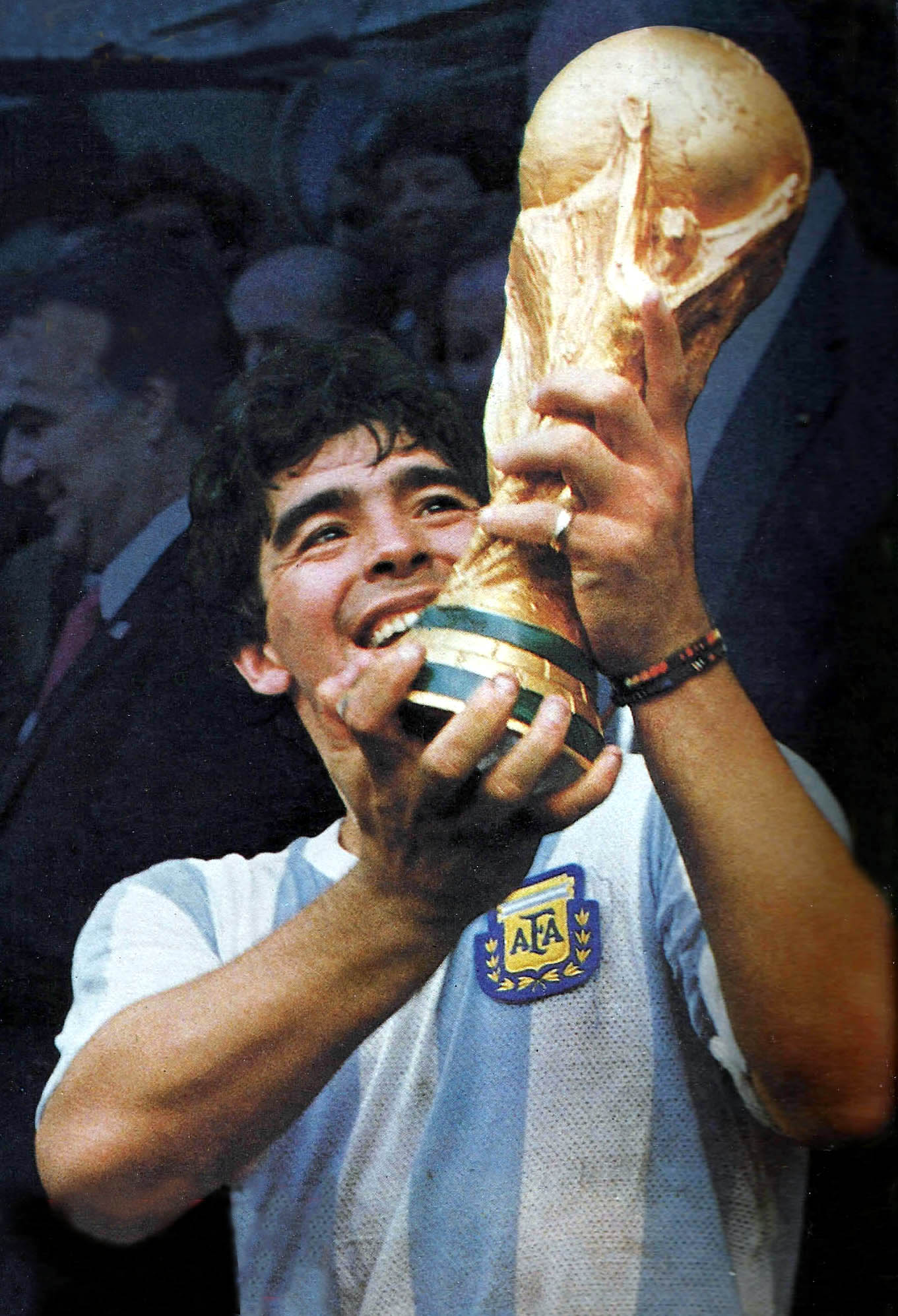
29 يونيو - فوز الأرجنتين بكأس العالم لكرة القدم 1986 وكان من أبرز لاعبيه دييغو مارادونا

- الانتهاء من إنشاء حاجز أوسترشيلديكرينغ، وهي أكبر حاجز للفيضانات العاصفة في العالم، وهو موجود في الدنمارك بين جزيرتي شوفن دويفيلاند ونورد بيفيلاند، لحماية الدنمارك من فيضانات بحر الشمال.
- 4 يونيو – إدانة جوناثان بولارد بتهمة الجاسوسية لبيعه معلومات استخباراتية عسكرية عالية السرية إلى إسرائيل.
- 8 يونيو – انتخاب الأمين العام الأسبق للأمم المتحدة كورت فالدهايم رئيساً للنمسا.
- 9 يونيو – لجنة روجرز تنشر تقريرها حول كارثة مكوك الفضاء تشالنجر.
- 12 يونيو –  جنوب إفريقيا تعلن حالة الطوارئ في كافة أنحاء البلاد.
- 14 يونيو – أفعوانية في متنزه فانتازيلاند في  الولايات المتحدة، تخرج عن القضبان وتقتل ثلاثة أشخاص.
- 22 يونيو – دييغو مارادونا لاعب المنتخب الأرجنتيني، وفي مباراة في كأس العالم لكرة القدم ضد  إنجلترا، يسجل هدفاً بيده (والذي يعرف في تاريخ كرة القدم بيد الله) ثم يحرز هدفاً ثانياً بمراوغة جميع لاعبي الفريق الإنجليزي (والذي يعرف بهدف القرن)، وفازت الأرجنتين على إنجلترا بنتيجة 2-1.
- 23 يونيو – إريك توماس يطور «ليستسيرف» LISTSERV وهو أول برنامج لإدارة الرسائل الإلكترونية.
- 29 يونيو – منتخب الأرجنتين لكرة القدم يهزم  ألمانيا الغربية بنتيجة 3-2 ويفوز بكأس العالم لكرة القدم في ستاد أزتيكا في مدينة مكسيكو سيتي.

### يوليو

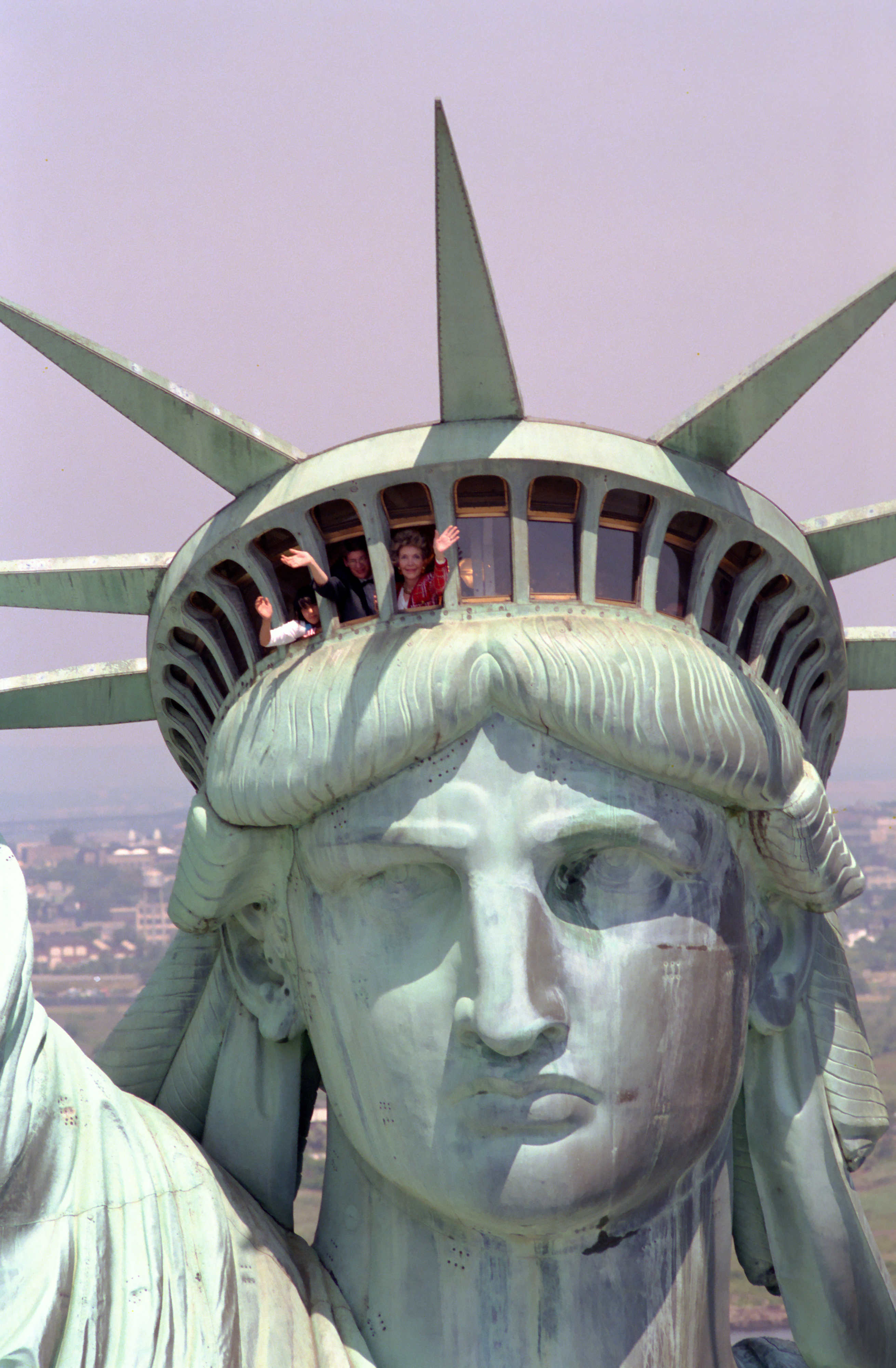
5 يوليو - نانسي ريغان زوجة الرئيس الأمريكي أثناء الاحتفال بمئوية تمثال الحرية

- 2 يوليو – والت ديزني بيكتشرز تصدر فيلم «الفأر المحقق العظيم» The Great Mouse Detective وهو فيلم الرسوم المتحركة السادس والعشرين لها.
- 5 يوليو – الاحتفال بمئوية تمثال الحرية (أهدته فرنسا إلى الولايات المتحدة وافتتح في 28 أكتوبر 1886) وإعادة افتتاحه في نيويورك للجمهور، بعد إعادة طلائه الشاملة.
- 7 يوليو – إعدام مهربي المخدرات الأستراليين كيفن بارلو وبرايان تشامبرز في  ماليزيا.
- 12 يوليو –  أستراليا: قانون تعديل قانون المثلية الجنسية يبيح العلاقات الجنسية بالتراضي بين الرجال بدءا من سن السادسة عشر.
- 23 يوليو – الأمير أندرو دوق يورك (الابن الثاني للملكة إليزابيث الثانية) يتزوج سارة فيرغسون في دير وستمنستر في لندن في  المملكة المتحدة.

### أغسطس
- 6 أغسطس –

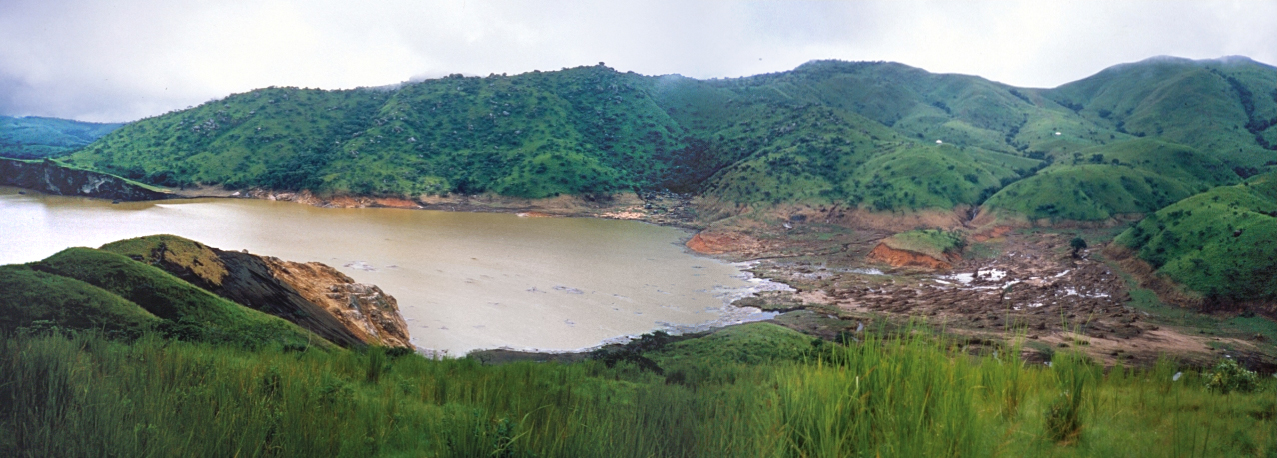
21 أغسطس - بحيرة نيوس في الكاميرون (في الصورة) تنبعث منها غازات سامة

  - هطول أمطار غزيرة على سيدني حققت رقماً قياسياً وهو ارتفاع 328 مليمتر في يوم واحد، وذلك بسبب منطقة ضغط جوي من جنوب  أستراليا وحتى شاطئ نيو ساوث ويلز.
  - استقالة دون تشيب زعيم حزب الديمقراطيين الأسترالي من البرلمان الأسترالي، وتخلفه جانين هينز في رئاسة الحزب، وتكون أول امرأة تقود حزباً في أستراليا.
- 19 أغسطس – بعد سرقتها قبل أسبوعين يتم العثور على لوحة بيكاسو «المرأة الباكية» Weeping Woman في خزانة في محطة سبنسر ستريت في مدينة ملبورن في سيدني.
- 20 أغسطس – باتريك شيريل الموظف في خدمة البريد الأمريكي في إدموند في أوكلاهوما، يطلق الرصاص على 14 من زملائه قبل أن ينتحر.
- 21 أغسطس – انبعاث غازات سامة (ثاني أكسيد الكربون) من بحيرة نيوس في  الكاميرون يقتل حوالي 2000 شخص.
- 31 أغسطس –
  - سفينة الركاب العابرة للمحيطات السوفيتية إس إس ناخيموف، تصطدم بناقلة البضائع بيوتر فاسيف في البحر الأسود، وتغرق في الحال ومقتل 398 شخص.
  - طائرة الرحلة 498 التابعة لشركة إيرومكسيكو، وهي من نوع دوغلاس دي سي 9، تصطدم بطائرة صغيرة من نوع بايبر بي إيه 28، فوق مدينة سيريتوس في كاليفورنيا، ومقتل 82 (67 على الطائرتين و15 على الأرض).
  - سفينة البضائع كيان سي تغادر من أرصفة فيلادلفيا، حاملةً 14000 طن من المخلفات السامة. وتظل تجوب البحار خلال الستة عشر شهراً التالية، محاولةً إيجاد مكان لإلقاء حمولتها. وفي النهاية تلقيها في  هايتي.

### سبتمبر

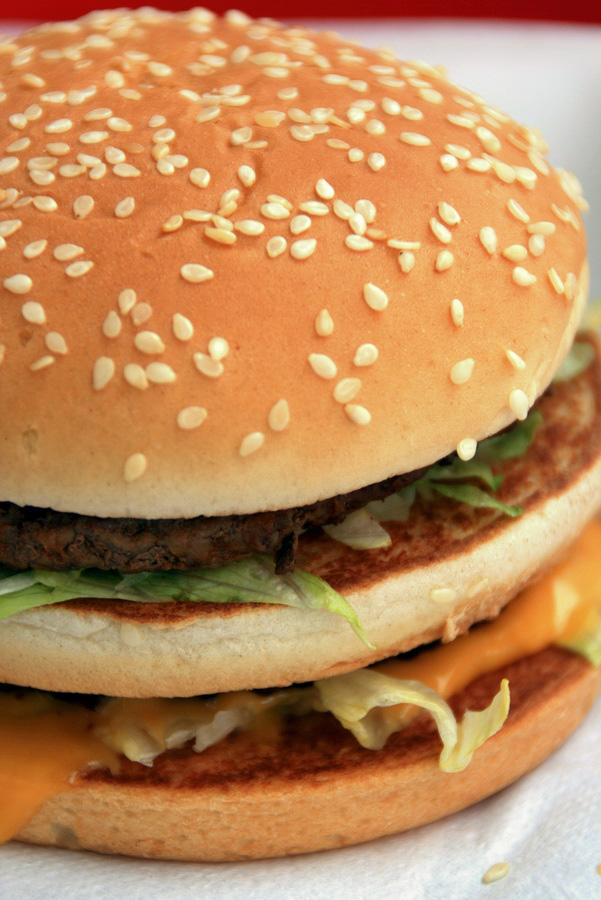
6 ديسمبر - الإيكونوميست تصدر مؤشر بيج ماك وهذه صورة لساندويتش بيج ماك من مطاعم ماكدونالدز

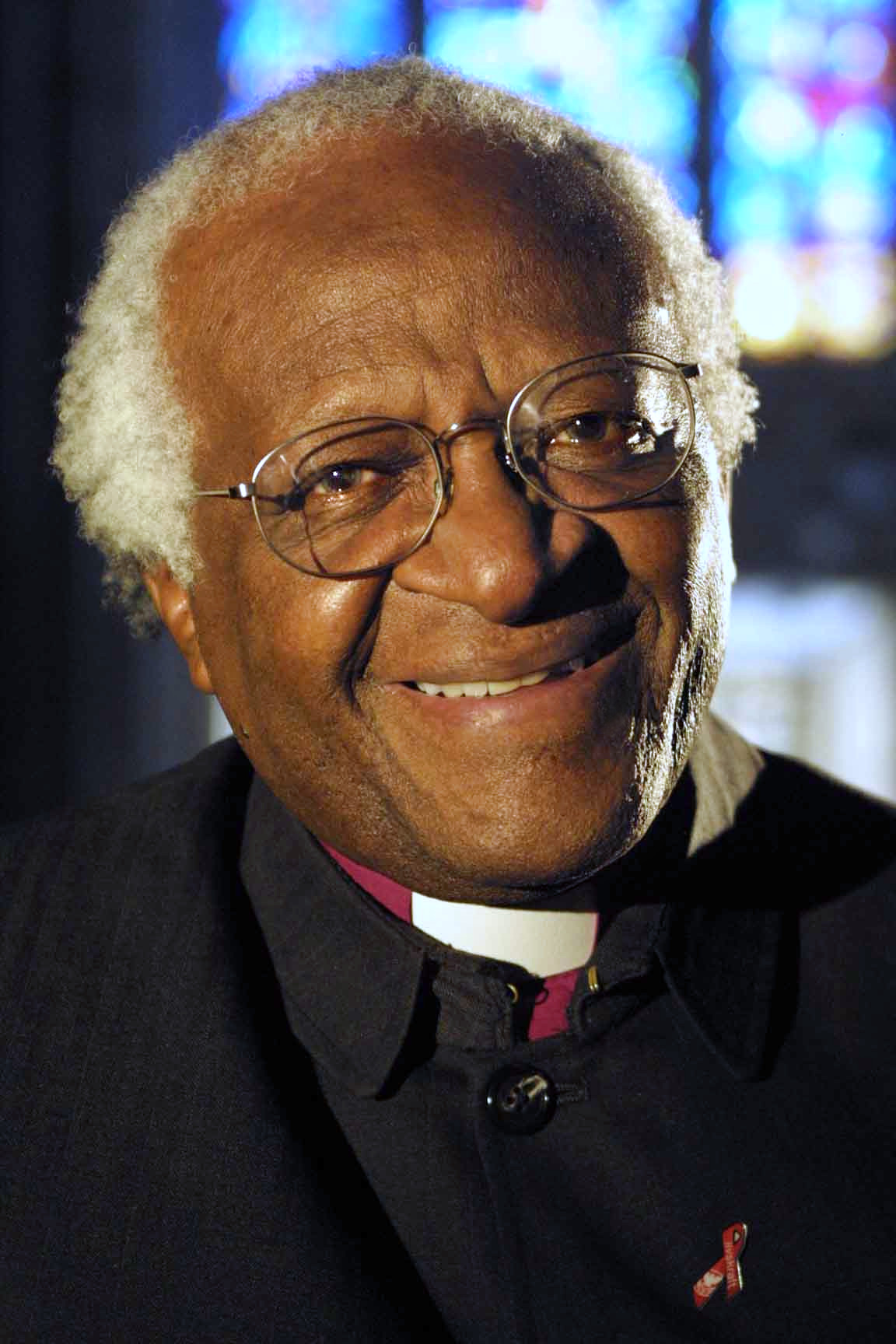
7 سبتمبر - ديزموند توتو أول أسقف أسود لكنيسة أنجليكانية في

- 1 سبتمبر – تأسيس الجامعة الأردنية للعلوم والتكنولوجيا في الأردن.
- 4 سبتمبر – تأسيس حزب «إيوسكو ألكارتاسونا»، وهو الحرب الديمقراطي الاشتراكي في الباسك، في مدينة فيتوريا غاستيز.
- 5 سبتمبر – مجموعة إرهابية تابعة للفلسطيني أبو نضال تختطف طائرة الرحلة 73 التابعة لشركة بان إم، وعلى متنها 358 شخصاً في مطار كراتشي الدولي.
- 6 ديسمبر –
  - صحيفة الإيكونوميست تصدر مؤشر بيج ماك، وهو مؤشر مالي لقياس أداء العملات وما إذا كانت دون أو فوق قيمتها العادلة، وذلك من خلال مقارن أسعار هامبرغر بيج ماك في عدد من دول العالم.
  - مجموعة إرهابية تابعة لأبو نضال تقتل 22 وتجرح 6 في المعبد اليهودي في نيفي شالوم في إسطنبول، خلال صلاة السبت.
- 7 سبتمبر –
  - تعيين دسموند توتو كأول أسقف أسود لكنسية أنجليكانية في  جنوب إفريقيا.
  - دكتاتور  تشيلي أوغستو بينوشيه ينجو من محاولة اغتيال قامت بها جبهة مانويل رودريغز الوطنية، ومقتل 5 من حراسه الشخصيين.
- 13 سبتمبر – زلزال كالاماتا بقوة 6 درجات يضرب جنوب  اليونان. وقتل الزلزال 20 وجرح 300 وتسبب بأضرار مادية بلغت 5 ملايين دولار.
- 28 سبتمبر – تأسيس الحرب التقدمي الديمقراطي، وهو جزء من حركة تانغواي في الجيل الجديد الذي يتحدى حزب الكومنتانغ في  تايوان ذات سياسة الحزب الواحد، وهو الآن واحد من حزبين يفوزان بالانتخابات الرئاسية في  تايوان.

### أكتوبر

9 أكتوبر - انظلاق شبكة فوكس التلفزيونية الأمريكية

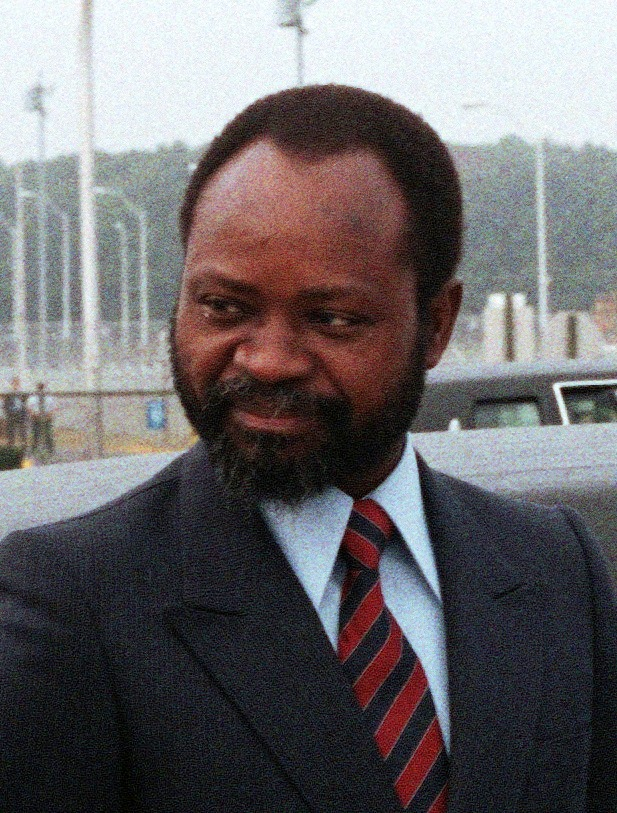
19 أكتوبر - الرئيس الموزمبيقي سامورا ماشيل تتحطم طائرته في

- 1 أكتوبر – الرئيس الأمريكي رونالد ريغان يصدق على قانون غولدوورتر نيكولس، ليدخل نطاق التنفيذ، ولتتشكل أكبر منظمة رسمية داخل وزارة الدفاع الأمريكية منذ تشكيل القوات الجوية كفرع منفصل في الخدمة في عام 1947.
- 3 أكتوبر – حدوث كسوف كلي للشمس وكان مرئياً في ساحل  آيسلندا.
- 9 أكتوبر -
  - القاضي الأمريكي هاري كليبورن تصبح خامس مسئول فيدرالي يعزله الكونغرس الأمريكي من وظيفته.
  - شبكة نيوز كوربوريشن المملوكة للملياردير روبرت مردوخ تكمل استحواذها على مجموعة شركات متروميديا، ثم تطلق شبكة فوكس التلفزيونية.
  - افتتاح مسرحية «شبح الأوبرا» The Phantom of the Opera في مسرح صاحبة الجلالة في لندن، وهي أطول مسرحية في برودواي من حيث سنوات العرض.
- 10 أكتوبر – زلزال سان سلفادور بدرجة 5.7 يضرب مدينة سان سلفادور في إلسلفادور، ويقتل حوالي 1500 شخص.
- 11 و12 أكتوبر – الحرب الباردة: الرئيس الأمريكي رونالد ريغان والسوفيتي ميخائيل غورباتشوف يلتقيان في ريكيافيك في أيسلندا لمواصلة مناقشاتهما حول تقليص ترسانتهم من الصواريخ متوسطة المدى في أوروبا، لكن تلك المناقشات تنتهي بالفشل.
- 16 أكتوبر – اللجنة الأوليمبية الدولية تختار ألبرتفيل في  فرنسا، لاستضافة الألعاب الأولمبية الشتوية 1992، وتختار مدينة برشلونة في إسبانيا لتستضيف الألعاب الأوليمبية الصيفية لعام 1992. كما تعلن أن الفصل في السنوات بين الألعاب الشتوية والألعاب الصيفية، لتعقد الألعاب الشتوية في كل سنة بسيطة برقم زوجي، والألعاب الصيفية في كل سنة كبيسة بدءاً من عام 1992.
- 19 أكتوبر – تحطم طائرة الرئيس الموزمبيقي سامورا ماشيل في جنوب أفريقيا.
- 21 أكتوبر – جزر مارشال تصبح دولة رابطة ضمن ميثاق الرابطة الحرة، وهو اتفاقية دولية تؤسس وتحكم العلاقات لرابطة حرة بين الولايات المتحدة ودول مستقلة في المحيط الهادي وهي اتحاد دول ميكرونيزيا وجمهورية جزر مارشال، وبالاو.
- 22 أكتوبر – تحطم مروحية لمتابعة المرور تابعة لإذاعة راديو دابليو إف إيه إن، في مدينة نيويورك في نهر هدسون، ومقتل صحفية المرور جين دورناكر. وآخر الكلمات المسجلة لها هي «اصطدم بالماء».
- 26 أكتوبر – قانون لخصخصة الحافلات يدخل حيز التنفيذ في  المملكة المتحدة، باستثناء لندن الكبرى و أيرلندا الشمالية.
- 27 أكتوبر –
  - إلغاء رسوم العمولة الثابتة في بورصة لندن، لفتح الطريق أمام إنشاء منصة تداول إلكترونية.
  - فريق نيويورك ميتس يفوز على فريق بوسطن ريد سوكس بنتيجة 4-3 ضمن السلسسلة العالمية لعام 1986.
- 29 أكتوبر – رئيسة الوزراء البريطانية مارغريت ثاتشر تفتتح رسمياً الطريق الدائري إم 25، والذي يحيط بلندن الكبري، في مراسم على الطريق قرب مدينة بوترس بار. ويصبح ثاني أطول طريق دائري في أوروبا، ويكون الطريق الأول والوحيد الذي يغطي لندن كلها.

### نوفمبر
- 1 نوفمبر –

3 نوفمبر - تتحد سياسياً مع

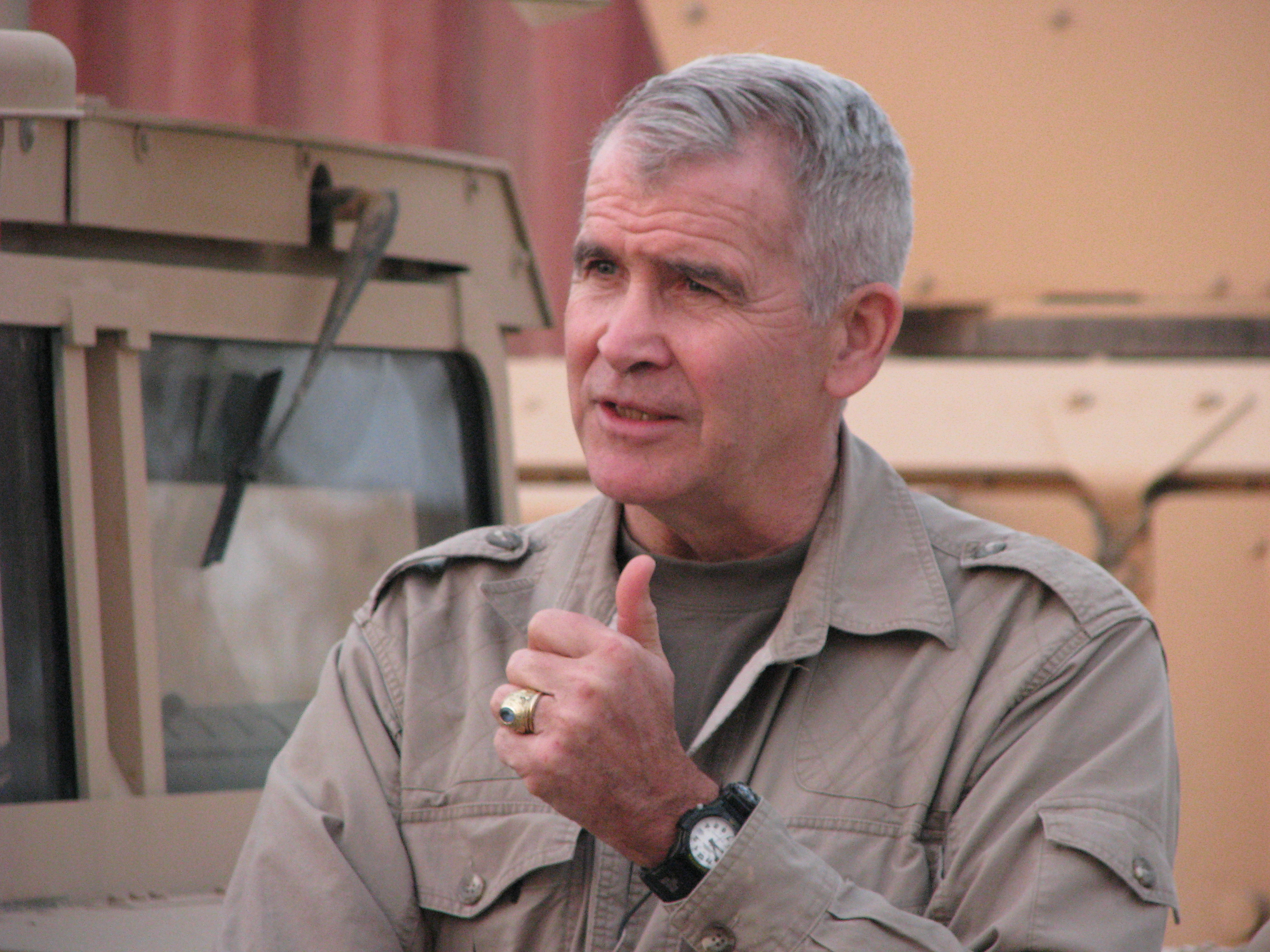
21 نوفمبر - أوليفر نورث (في الصورة) وسكرتيره يقومان بفرم مستندات تدينهما في فضيحة إيران - كونترا

  -  أستراليا: جو بيلكه بيترسن يفوز بالانتخابات كرئيس وزراء ولاية كوينزلاند بنسبة 38.6% من الأصوات. وسوف يستقيل في 1 ديسمبر في أعقاب الكشف عن تورطه في فضيحة فساد فيما عرف بتحقيق فيتزجيرالد.
  - تسرب ساندوز الكيميائي: كارثة بيئية كبيرة قرب مدينة بازل السويسرية، تلوث نهر الراين.
- 3 نوفمبر –
  - فضيحة إيران كونترا: مجلة الشراع اللبنانية تنشر تقرير مفاده أن الولايات المتحدة قد باعت أسلحة إلى إيران سراً، لكي تؤمن تحرير سبعة رهائن أمريكيين احتجزتهم مجموعات موالية لإيران في لبنان.
  - جزر ماريانا الشمالية تدخل في اتحاد سياسي مع  الولايات المتحدة. كانت حكومة الجزيرة قد أقرت دستورها الخاص في عام 1977، وتولت الحكومة الدستورية مهامها في يناير 1978. ودخل الاتفاق حيز التنفيذ في 3 نوفمبر 1986، بعد الإعلان الرئاسي رقم 5564، والذي يمنح الجنسية الأمريكية بشكل قانوني إلى سكان الجزيرة المؤهلين قانونياً.
- 6 نوفمبر – مقتل 45 شخصاً في تحطم طائرة هيليكوبتر من طراز تشينوك، كانت تقل عمالاً عائدين من حقل نفط، وذلك قبل هبوطها في مطار سامبور في جزر شيتلاند.
- 9 نوفمبر –  مصر: عاطف صدقي يتولى رئاسة مجلس الوزراء المصري.
- 18 نوفمبر – شرطة مانشيستر الكبرى تعلن أنها ستجري البحث عن جثث طفلين مفقودين منذ عشرين سنة، وذلك بعد أن اعترف قتلة مورس وهم إيان برادي وميرا هيندلي بقتل طفلين آخرين.
- 21 نوفمبر – فضيحة إيران كونترا: عضو مجلس الأمن القومي أوليفر نورث وسكرتيره فون هول، يبدءان في فرم الوثائق التي تتضمن أسماءهم في عملية بيع الأسلحة إلى  إيران، وتوجيه المبالغ لمساعدة متمردو كونترا في  نيكاراغوا.

### ديسمبر

23 ديسمبر - طائرة روتان فوياجر تصبح أول طائرة تطير حول العالم بلا توقف

- 7 ديسمبر: زلزال بقوة 5.7 درجة يدمر أغلب مدينة ستراجيتيا في  بلغاريا، ويقتل شخصين.
- 14 ديسمبر – طائرة روتان فوياجر، وهي طائرة تجريبية صممها بورت روتان وقادها ديك روتان وجينا ييغر، تبدأ طيرانها حول العالم من قاعدة إدواردز الجوية في  الولايات المتحدة.
- 16 ديسمبر –
  - بداية حرب تويوتا في 16 ديسمبر 1986 والتي انتهت في 11 سبتمبر 1987.
  - اندلاع احتجاجات جيلتوكسان وهي احتجاجات ضد الحكومة في الجمهورية الكازاخية السوفيتية الاشتراكية التابعة وقتها للاتحاد السوفييتي، في أنحاء البلاد، وتحدث مجزرة يقتل قيها 165 متظاهراً.
- 19 ديسمبر – السماح للمنشق السوفيتي أندريه ساخاروف بالعودة إلى موسكو بعد ست سنوات من المنفى الداخلي.
- 20 ديسمبر – الاعتداء على ثلاثة أمريكيين أفارقة على يد مجموعة من المراهقين البيض في حي هاوارد بيتش في كوينز في نيويورك. ومقتل أحد الضحايا وهو مايكل غريفيث أثناء محاولته الهروب حيث صدمته دراجة نارية.
- 23 ديسمبر – طائرة روتان فوياجر تكمل أول رحلة بلا توقف حول الأرض بدون التزود بالوقود، واستغرقت الرحلة 9 أيام و3 دقائق و44 ثانية.
- 31 ديسمبر –
  - حريق فندق دوبونت في مدينة سان خوان في بورتوريكو، يقتل 97 ويجرح 140.
  - تكليف الغواصة السوفيتية كراسنويارسك كي 173 ودخولها الخدمة في البحرية الروسية.

### بلا تاريخ محدد
- بدء برنامج طوابع الدخول للحدائق الوطنية في  الولايات المتحدة.
- متوسط دخل الفرد في  اليابان يتخطى نظيره في  الولايات المتحدة.
- طرح أول طابعة ثلاثية الأبعاد تجارياً.
- أول تداول أسهم غير رسمي في شينيانغ في  الصين، وهو الأول من نوعه في الصين الشيوعية.
- بيلي جو أرمسترونغ يؤسس فرقة «سويت تشيلدرن» Sweet Children (المعروفة أيضا باسم غرين داي Green Day).
- إنشاء إقليم فليفولاند في  هولندا.

## مواليد
- إميليا كلارك
- آدام كوكوسكا
- آرون سكوت
- آرون هانت
- آمبر هيرد
- أبو ديابي
- أبولا إديل
- أحمد الصويلح
- أحمد حسين (مغني)
- أحمد سعد مصباح
- أحمد سمير فرج
- مونس زيلميرلوف
- أحمد عبد الرؤوف
- أحمد عبد علي
- أحمد علي (لاعب كرة قدم مواليد 1990)
- أحمد غانم سلطان
- أحمد مجدي
- أدريان راموس
- أسعد النويوي
- أشكان دياغاه
- ألسيني كامارا
- ألكسندر تيتي
- ألكسندر كوفيليير
- ألمين عبدي
- أليخاندرو ألفارو
- أمادو سيديبي
- أمارا كاربا بانغورا
- أماندا بينز
- أنتوني أنان
- أنتوني مكماهون
- أندرو تيت
- أندرو تايلور
- أندرو سورمان
- أندريا إسبوزيتو
- أندريا روسي
- أندريا مازييلو
- أندريس غواردادو
- أندريس فيرنانديز مورينو
- أندي براكام
- أندي كيو
- أوزليم يلماز
- أوسكار أوستاري
- أوسكار سبييا ريبيرا
- أوغوستو فيرنانديز
- أوفه هونميير
- أوليغ إيفانوف
- أوليفير باتنشي
- أيثامي أرتيليس أوليفا
- إبراهيم أفيلاي
- إبراهيم شهاب
- إديرسون هونوراتو كامبوس
- إدين دجيكو
- إزيكييل لونا
- إسماعيل عبد اللطيف
- إغنازيو أباتي
- إميرسون دا كونسيساو
- إميليانو أرمينتيروس
- إيسنكول أوولو
- إيغور أكينفيف
- إيفان أرتيبولي
- إيمي روسوم
- إيوجين بولانسكي
- التوأم أولسين
- الكسندر ريباك
- بابا كولي ديوب
- بابكر غويي
- بابلو دانييل أوزفالدو
- باسكال بيلر
- بان بيير كوليبالي
- باولو دي تشيليي
- باولو ماتشادو
- بايرام سادرياي
- برايان بريندل
- برنارد باركر
- بريس مون
- بلال محمد
- بليريم دزيمايلي
- بوكوندجي كا
- بول مكشين
- بيتر بيكاريك
- بيدرو ليون
- بيسارت إبرايمي
- بينجامين أنغووا
- بيهافانا بالاشاندران
- تشارلز نزوغبيا
- تشينيدو أوباسي
- توبياس ليفيلس
- تور ريغينيوسين
- توم دي مول
- توم كرادوك
- توم هودلستون
- توم هيتون
- توماس كيسلر
- توماش كوشيسكي
- تياغو ريبيرو
- تيد لافي
- جاراي
- حسن الصبحان
- جامي موري
- جان يودس موريس
- جانينا هاي
- جايل مونفيس
- جايمس ميلنر
- جلعاد شاليط
- جمال عبدون
- جواو موتينهو
- جورج إيلوكوبي
- جوردان فارمر
- جوش بيك
- جوليان كويرشا
- جون رودي
- جوناثان بيترويبا
- جوناثان سبكتور
- جوناثان لاكورت
- جوي أوبراين
- جيسيكا ستروب
- جيفري جوردرين
- جيمس موريسون (كرة قدم)
- جيمي أوهارا
- جيمي بيل
- حبيب بالعيد
- حسام عاشور
- حسن خيرات
- حمد العنزي
- خافي لوبيز
- خافي ماركيز
- خوان أنجيل ألبين
- خوسيه مانويل خورادو
- خوسيه مانويل كاسادو
- دافيد سيلفا
- داني فوكس
- داني نونكيو
- دريك بيل
- دميترو تشيجرينسكي
- دومينيكو كريتشيتو
- ديدييه ديغارد
- ديفيد إدواردز
- ديفيد رودريغيز سانتشيز
- ديفيد سيلفا
- ديفيد مارتن
- دينارا سافينا
- دينيس غروته
- دييغو غودين
- راؤول غارسيا
- راؤول كابانياس
- راسموس بينغتسون
- رافاييل نادال
- رفيق حليش
- روبرت باتينسون
- روبيرت ماريو فلوريس
- روبيرتو خيمينيز غاغو
- رومانو بيرتيتشوني
- روماين بريغيري
- رومين دانزي
- رون هوبارد
- رونالد غيركاليو
- ري فولباتو
- ريان بابل
- ريتو زيغلر
- ريشارد جاسكيه
- ريكاردو باتيستا
- ريكاردو فاتي
- ريكاردو فاز تي
- رينفورد كالابا
- زابيير كاستيلو
- سالفاتوري بوتشيتي
- سالم عبد الله
- سباستيان باسونج
- ستيفان رادو
- ستيفان روفيير
- ستيفان مبيا
- ستيفن أولد
- ستيفن إيرلند
- ستيفن تايلور
- ستيفن سترايت
- سلام شاكر
- سيباستيان دوباربيير
- سيرجيو بيتر
- سيرجيو راموس
- سيرجيو سانتشيز أورتيغا
- سيردار تاسكي
- سيرغي كاريموف
- سيزار أرزو أمبوستا
- سيسينيو غونزاليز مارتينيز
- سيلفان إبانكس بليك
- سيلفين مارفو
- شافي توريس
- شيكابالا
- عائشة تاكيا
- عادل حرماش
- عادل حمود
- عاطف جنيات
- عبد الحكيم بن عثمان
- عبد الرحمن المسعد
- عبد العزيز توفيق
- عبد الله الظفيري
- عبد الله فاروق
- عبد الله فتاي
- عبد المطلب الطريدي
- عزيز إبراهيموف
- علي جواد
- علي عباس
- علي مقصيد
- علي ناصر
- عمر حميدي
- غابرييل أغبونلاهور
- غابرييل باليتا
- غابرييل زاكواني
- غاستون سيليرينو
- غاي ندي أسيمبي
- غريغوري بيتيول
- غونار نيلسين
- غونكالو برانداو
- غيلسون فيرنانديز
- غيلوم لوريوت
- غيورغ نيدرميير
- فابريزيو كاكياتوري
- فابيان أوريلانا
- فابيانو سانتاتشروتشي
- فالتر بيرسا
- فاليري بويينوف
- فاليري دوموفتشيسكي
- فان تان بين
- فداء كبرا
- فرانشيسكو بيسانو
- فرانشيسكو خيمينيز تيخادا
- فرناندو جاجو
- فرناندو غاغو
- فريد مجيد
- فلوريان فروملوفيتز
- فلوريان مارانغ
- فولفغانغ هيسل
- فيدران كورلوكا
- فيرناندو تيسوني
- فيرناندو موسليرا
- فيكتور ترويسكي
- فيليب أوغوستو سانتانا
- فيليب ليفيل
- فينسينت كومباني
- كارلوس ألبيرتو سانتشيز مورينو
- كارلوس روبيرتو دا كروز جونيور
- كاسبر شمايكل
- كاسي
- كاميرون جيروم
- كاميلا بال
- كايتي كاسيدي
- كايو سيزار ألفيس دوس سانتوس
- كريس برايت
- كريستوفر كولمان
- كريستيان بينيتيز
- كريستيان فوتشس
- كريستيان لاما
- كلاش (مغني)
- كلاوديو مارتشيزيو
- كميل الوباري
- كنزة فرح
- كولن كاظم ريتشاردز
- كونستانت دجاكبا
- كوينسي أووسو أبيي
- كياتبراووت سياوي
- كيز لوكس
- كيفن داس نيفيس
- كيمورا ساأوري
- لازلو سيبسي
- لايتن ميستر
- لودوفيك بال
- لوك مور
- لوكا كيغاريني
- لي بلتيير
- ليدي غاغا
- لينو مارزوراتي
- مات ديربيشاير
- ماتي باتيسون
- ماتياس فيرنانديز
- ماتياس كارداتشيو
- ماثيو جارفيس
- ماثيو كوتادور
- ماثيو ميلز
- ماجد خزيم
- مارات بيكيموف
- مارسيل بويول
- مارسيل هيلر
- مارفيل واين
- مارك توريخون
- مارك ليارد
- ماركو أندريولي
- ماركو موتا
- ماركوس بيرغ
- مام إنديي
- مامادو ساماسا
- مانويل دا كوستا
- مانويل فيرنانديز
- مانويل نوير
- ماو جيانكينغ
- مايك فرانتز
- مايكل كايتلي
- مايكوسويل ريغينالدو دي ماتوس
- محمد بن حمد بن محمد الشرقي
- محمد توبال
- محمد راكان
- محمد شاقوري
- محمد علي كريم
- محمد قاصد
- محمدو دابو
- مراد بن حميدة
- مصطفى شبيطة
- مصطفى كوتشوكوفيتش
- مصطفى ياتاباري
- موديبو مايغا
- موسى سو
- موسى ناري
- ميتشيلي باولوكي
- ميرغيم مافراي
- ميغان فوكس
- ميغيل توريس
- ميغيل دي لاس كويفاس
- ميغيل فيلوسو
- ميلاد زاينادبور
- ميلان سميليانيتش
- مارييلا ديلجادو
- ناتشو مونريال
- نانا أكواسي أساري
- ناني
- نبيل الزهر
- نبيل عباس
- نوبهيكو أوكاموتو
- نيدوم أونوها
- نيكو بونغيرت
- نيكولا بوزي
- نيكولا بيتكوفيتش
- نيكولا مادونا
- نيكولاس بيرتولو
- ميغيل أنخيل نييتو
- هاريسون أفول
- هامينو دراماني
- هوغو لوريس
- هولي بروك
- هيرنان بيرنارديلو
- هيندريك إرنست
- هيندريك هاهنه
- هينري خيمينيز
- هينريكي أدريانو بوس
- وليد جاسم
- وليد شرفة
- ياسين الشيخاوي
- يان روزينتال
- يوان غوركوف
- يوان غوفران
- يوري يودت
- يوسين بولت
- يونس قابول
- يوهان فونلانثون
- يوهان كاباي

### يناير
- 3 يناير، دانا عبد الرزاق، عداءة عراقية.

### فبراير
- 15 فبراير - أمي كوشيميزو، ممثلة أداء صوتي يابانية.

### مايو
- 16 مايو - ميغان فوكس، ممثلة أمريكية

### يونيو
- 29 يونيو - أوستين دراغ، مغني إنجليزي.

### سبتمبر
- 14 سبتمبر - ميشيل جينر، ممثلة إسبانية.

## وفيات
- آسيا داغر
- أدولفو بالونشييري
- أفيريل هاريمان
- ألبرت ناجيرابولت
- أمين الهنيدي
- أورهو كيكونن
- أولفا ميرال
- إبراهيم حمودة
- السيد بدير
- الطاهر الزاوي
- باقر علي خريبط
- بيني غودمان
- تشيونه سوغيهارا
- تينسينغ نورغاي
- جيري باريس
- جيمس رينوتر
- حسين السيد
- خالد الرحال
- خوان رولفو
- خورخي لويس بورخيس
- روبرت موليكن
- رون لوين
- ستانلي روس
- سكاتمان كروذرس
- سليمان بن سليمان
- سليمان خاطر
- سميرة خاشقجي
- سيف الدين زعبي
- سيمون دي بوفوار
- شادي عبد السلام
- صبحي الصالح
- صلاح جاهين
- عاصي رحباني
- عبد البديع صقر
- عبد السميع عبد الله
- عبد الفتاح إسماعيل الجوفي
- عبد الله اليافي
- عدنان الداعوق
- عمر التلمساني
- عمر عبد الله أحمد يوسف
- غلوب باشا
- فرديناند بروهين
- فريتس ليبمان
- فلويد ألبورن فايرستون
- فياتشيسلاف ميخائيلوفيتش مولوتوف
- لوري لودفيج
- ليونيد كانتروفيتش
- مارسيل داسولت
- محمد حسن حلمي
- محمد عبد الله عنان
- محمود البدوي
- محمود جلال بايار
- محيى الدين بشطارزي
- منذر أبو غزالة
- منيف الرزاز
- مها صبري
- مينورو ياماساكي
- نصر الدين طوبار
- نيكولاي سيميونوف
- هارولد ماكميلان
- واليس سمبسون
- ونيس القذافي
- ياروسلاف سيفرت
- يوكيكو أوكادا

### يناير
- 28 يناير - فرانسيس سكوبي، رائد فضاء امريكي
- 28 يناير - رونالد ماكنير، رائد فضاء امريكي أفريقي
- 28 يناير - جوديث ريسنيك، رائدة فضاء أمريكية
- 28 يناير - إليسون اونيزوكا، رائد فضاء امريكي
- 28 يناير - كريستا ماك أوليف، رائدة فضاء أمريكية
- 28 يناير - جريجوري جارفيس، رائد فضاء أمريكي
- 28 يناير - مايكل سميث (ضابط)، طيار أمريكي

### يونيو
- 29 يونيو - فؤاد راتب، ممثل مصري اشتهر بدور الخواجة بيجو.

### يوليو
- 18 يوليو - عبد الرحمن رأفت الباشا، أديب سوري.

### ديسمبر
- 4 ديسمبر 1986: مظاهرات طلابية شملت مليون طالبا فرنسيا ضد مشروع قانون دوفاكيه، نتج عنه وفاة طالب مراهق يدعى مالك أوسكين (انظر قضية مالك أوسكين).
- 26 ديسمبر - الهادي عبد الفتاح الشريف، سياسى وأديب [[سودانى.
- 29 ديسمبر - أندري تاركوفسكي، مخرج وممثل وكاتب روسي.

## جوائز عالمية

### جائزة نوبل
- في الفيزياء – الألمانيان إرنست روسكا وجريد بينيج والسويسري هاينريخ روهرير.
- في الكيمياء – الأمريكيان دودلي هيرشباك ويوان تسي لي والكندي جون تشارلس بولانيي
- في الطب – الأمريكيان ستانلي كوهين وريتا ليفي مونتالشيني.
- في الأدب – النيجيري وولي سوينكا.
- في السلام – الأمريكي إيلي فيزيل
- في الاقتصاد – الأمريكي جيمس بوكنان جونيور.

### جائزة الملك فيصل العالمية
- في خدمة الإسلام – مناصفة بين الجنوب أفريقي أحمد ديدات والفرنسي روجيه غارودي.
- في الدراسات الإسلامية – العراقي عبد العزيز الدوري.
- في اللغة العربية والأدب – العراقي محمد بهجة الأثري.
- في الطب – مناصفة بين الإيطاليان جيان فرانكو بوتاتزو وليليو أورتشي والسويسري ألبرت رينولد.
- في العلوم – البريطاني مايكل بيردج.